# Cyathea coursii
Cyathea coursii là một loài thực vật có mạch trong họ Cyatheaceae. Loài này được (Tardieu) Rakotondr. mô tả khoa học đầu tiên năm 1998.